# Хансен, Кристиан Фредерик
Кристиан Фредерик Хансен (дат. Christian Frederik Hansen, 29 февраля 1756, Копенгаген — 10 июля 1845, Копенгаген) — выдающийся датский архитектор. Директор Датской королевской Академии изящных искусств (1811—1818, 1821—1827, 1830—1833).

## Биография
Родился в бедной семье сапожника Матиаса Хансена и его жены Анны-Марии, которая была нянькой принца Кристиана VII. В многодетной семье Хансенов не хватало средств на воспитание и образование детей, и родители послали его обучать рабочей профессии. Его мать, находясь при королевском дворе, знала многих влиятельных людей, которые поддержали молодого Кристиана Фредерика в его обучении.
Он был принят на учёбу каменщиком, одновременно с 1766 года посещал занятия в Датской королевской Академии изящных искусств. Учился у архитектора Каспара Фредерика Харсдорфа.
В 1772—1773 был награждён малой серебряной медалью академии, а в 1774—1775 г. — большой серебряной медалью. В 1779 году удостоен большой золотой медали. Благодаря материальной поддержке вдовствующей королевы Юлианы Марии Брауншвейг-Вольфенбюттельской и короля Кристиана VII совершил путешествие за границу, с конца 1782 года побывал в Вене, Венеции и Риме, где изучал образцы древнеримского искусства. Вернулся на родину в сентябре 1784, и в 1785 году стал членом Академии.
С 1784 до своей отставки в октябре 1844 года исполнял функции регионального архитектора герцогства Шлезвиг и Гольштейна, базирующегося в Альтоне (на тот момент часть Датского государства).
В первые годы в Гольштейне он получал немногочисленные мелкие заказы, в основном, касавшиеся расширения и перестройки зданий для Короны и присмотра за мостами и протоками. Потом предприимчивый Хансен создал себе широкую практику в среде преуспевающих купцов в Альтоне, которая, с населением около 22 тыс. человек, была в то время вторым по величине городом Дании. На окраине Альтоны, вдоль Эльбы, шёл бульвар Пальмаиллен, где зажиточные горожане из Альтоны и Гамбурга начали разбивать сады и строить дома. В этом Хансен увидел возможность проявить себя и подзаработать. На Пальмаиллен Хансён возвёл с десяток вилл и загородных домов, расположение и устройство которых демонстрировали как влияние Палладио, так и ориентированность Хансена на современные ему международные архитектурные течения. Многие из его работ с тех пор были разрушены неудачными перестройками или бомбардировками в конце Второй мировой войны.
К. Ф. Хансен оставался главным архитектором Альтоны до самой своей смерти — а влиятельные круги столицы обратили внимание на его замечательный талант, и в 1800 г. его вызвали в Копенгаген, чтобы представить проект второго Кристиансборга, который сгорел в 1884 г. (ныне существующий построен в 1928 г., автор проекта — Торвальд Йоргенсен).
С 1791 г. — титулярный профессор, с 1804 — профессор Копенгагенской академии.

## Творчество
Наиболее известен такими сооружениями Дании, как дворцовая церковь Кристиансборга, Копенгагенский собор, ратуша и церковь Богоматери, второй Кристиансборг.
Его называли «Паладио Дании». Работы Хансена характеризуются спокойным и геометрически правильным распределением гармонии и мощи, а также широким пониманием детали и воздействия светотени. Как точно заметил исследователь творчества Хансена Хакон Лунд в монументальном исследовании 1995 г., он обладал «выдающимся пониманием архитектурного единства».

## Галерея
- Кристиансборг до пожара в 1884 г.
- Белый дворец в Ютландии
- Ратуша в Копенгагене
- Хёрсхольмская церковь
- Магистрат в Бад-Ольдесло
- Дворец Брудлунд
- Кирха св. Девы Марии
- Церковь в Ноймюнстере, Шлезвиг-Гольштейн